# Siedlec (powiat strzelecki)
Siedlec (dodatkowa nazwa w j. niem. Schedlitz) – wieś w Polsce położona w województwie opolskim, w powiecie strzeleckim, w gminie Izbicko.
W latach 1975–1998 miejscowość należała administracyjnie do województwa opolskiego.

## Nazwa
W alfabetycznym spisie miejscowości na terenie Śląska wydanym w 1830 roku we Wrocławiu przez Johanna Knie miejscowość występuje pod obecnie używaną polską nazwą Siedlec oraz zgermanizowaną Schedlitz

## Historia
W 1910 roku 539 mieszkańców mówiło w języku polskim, 1 w językach polskim i niemieckim, natomiast 37 osób posługiwało się jedynie językiem niemieckim. W wyborach komunalnych w listopadzie 1919 roku 115 głosów oddano na kandydatów z list polskich, którzy zdobyli łącznie 7 z 9 mandatów. Od 1919 w miejscowości działał oddział Towarzystwa Gimnastycznego "Sokół". Podczas plebiscytu w 1921 roku we wsi uprawnionych do głosowania było 347 mieszkańców (w tym 45 emigrantów). Za Polską głosowało 185 osób, za Niemcami 155 osób. Podczas III powstania śląskiego miejscowość została 9 maja zajęta przez wojska powstańcze. 21 maja Siedlce zostały zaatakowane przez Niemców nacierających od Gogolina w kierunku Góry św. Anny. 23 maja, w wyniku polskiego kontrataku, miejscowość została przejściowo odbita.

## Osoby związane z miejscowością
- Franciszek Myśliwiec (ur. 4 października 1868 w Sprzęcicach, zm. 6 listopada 1941 w Dachau) - ukończył szkołę ludową w Siedlcu, wzorowy rolnik, polski działacz społeczny i narodowy na Górnym Śląsku, prezes Dzielnicy Śląskiej Związku Polaków w Niemczech, więzień niemieckich obozów koncentracyjnych Buchenwald i Dachau (gdzie został zamordowany)[5].